# Armando González
Armando González (1924 – ...) è stato un calciatore paraguaiano, di ruolo centrocampista.

## Carriera
Prese parte con la Nazionale paraguaiana al Campeonato Sudamericano nel 1949 e ai Mondiali del 1950.